# Christilot Hanson-Boylen
Christilot Hanson-Boylen (née le 12 avril 1947 à Djakarta) est une cavalière canadienne de dressage.

## Carrière
Christilot Hanson-Boylen est la fille de Willy Blok Hanson, danseuse et chorégraphe de Java, et d'un soldat australien ; sa mère a des origines chinoises, néerlandaises, françaises et indonésiennes. La famille s'installe à Toronto en 1951. Les parents se séparent dans les années 1970.
Elle remporte l'épreuve individuelle des Jeux panaméricains en 1971, 1975 et 1987 ; elle est la seule athlète à avoir remporté trois médailles d'or en individuel.
Elle est médaillée d'or par équipe lors des Jeux panaméricains de 1971 à Cali avec Cynthia Neale-Ishoy et Zoltan Sztehlo et médaillée d'argent par équipe lors des Jeux panaméricains de 1975 à Mexico avec Barbara Stracey et Lorraine Stubbs.
En six participations aux Jeux Olympiques, sa meilleure performance est une 7e place dans l'épreuve individuelle et une 5e place dans l'épreuve par équipe. Elle est le meilleur cavalier nord-américain en 1984 lors de l'épreuve individuelle avec la 10e place.
Elle s'installe ensuite en Allemagne où elle écrit des livres et fait des vidéos sur sa discipline.
- (en) Cet article est partiellement ou en totalité issu de l’article de Wikipédia en anglais intitulé « Christilot Hanson-Boylen » (voir la liste des auteurs).